# 城咲仁と磯山さやかの極めみち
城咲仁と磯山さやかの極めみち（しろさきじんといそやまのきわめみち）は、インターネットテレビGyaOの「MIDTOWN TV」内で毎週火曜に放送、配信されていたバラエティ番組。2007年7月24日放送開始、2008年1月29日終了。
城咲仁と磯山さやかの冠番組。
生放送は12時15分～13時、アーカイブ放送はバラエティchで放送日の19時から。

## 内容
- 毎週1つのテーマについてその道を極めていくワンテーマ情報バラエティ。

## 出演者
- 城咲仁
- 磯山さやか
- 別府彩
- 田中玲美（GyaO専属局アナウンサー）
- 伊東愛（同レポーター）

MCの代役を務めた人
- カンニング竹山
- 福下恵美
- 田代さやか

## ゲスト、放送内容
| 回 | 極めみちテーマ                       | ゲスト                                                                 | 放送期間                      |
| -- | ------------------------------------ | ---------------------------------------------------------------------- | ----------------------------- |
| 1  | カンニング竹山の極めみち（特別編）   | -                                                                      | 2007年7月24日 - 30日          |
| 2  | カレー                               | -                                                                      | 2007年7月31日 - 8月7日        |
| 3  | 手品                                 | ムッシュ・ピエール                                                     | 2007年8月7日 - 14日           |
| 4  | 缶詰                                 | 福下恵美                                                               | 2007年8月14日 - 21日          |
| 5  | 野菜                                 | Canaco                                                                 | 2007年8月21日 - 28日          |
| 6  | アイスクリーム                       | 園山真希絵                                                             | 2007年8月28日 - 9月4日        |
| 7  | 新世紀エヴァンゲリオン               | 杉作J太郎 伊勢みはと 立花彩野                                          | 2007年9月4日 - 11日           |
| 8  | 女性らしさ                           | はるな愛 ユリサ 朝倉えりか 河唯えみ                                    | 2007年9月11日 - 18日          |
| 9  | グラビアアイドル                     | 尾崎ナナ 稲垣実花 杉田沙緒里                                           | 2007年9月18日 - 25日          |
| 10 | 占い                                 | 芽維 ユリサ 松井絵里奈                                                 | 2007年9月25日 - 10月2日       |
| 11 | 小島よしお                           | 小島よしお ダンディ坂野                                                | 2007年10月2日 - 9日           |
| 12 | ブログ                               | 川奈栞 稲葉和沙 尾崎ナナ                                               | 2007年10月9日 - 16日          |
| 13 | ヌード・デッサン                     | 江川達也 竹内あい                                                      | 2007年10月16日 - 23日         |
| 14 | アジアンアイドル                     | ローラ・チャン                                                         | 2007年10月23日 - 30日         |
| 15 | 女ヂカラ〜別府彩は結婚できるのか?〜  | 相沢真紀                                                               | 2007年10月30日 - 11月6日      |
| 16 | ピラティス                           | 大島麻衣（AKB48） 板野友美（同） 河西智美（同） 千葉絵美               | 2007年11月6日 - 13日          |
| 17 | 鍋料理                               | 大島麻衣（AKB48）                                                      | 2007年11月13日 - 20日         |
| 18 | アイドル力                           | ローラ・チャン 田代さやか 尾崎ナナ                                     | 2007年11月20日 - 27日         |
| 19 | キャバクラ                           | -                                                                      | 2007年11月27日 - 12月4日      |
| 20 | サンミュージック（特別編）           | 森田健作 酒井法子 カンニング竹山 ベッキー 塚本高史 小野真弓 小島よしお | 2007年12月4日 - 11日          |
| 21 | 平野綾                               | 平野綾                                                                 | 2007年12月11日 - 18日         |
| 22 | 磯山さやか                           | 田代さやか ユリサ                                                      | 2007年12月18日 - 25日         |
| 23 | 時東ぁみ                             | 時東ぁみ                                                               | 2007年12月25日 - 2008年1月8日 |
| 24 | 大人のゲーム                         | 小阪由佳 ローラ・チャン                                                | 2008年1月8日 - 15日           |
| 25 | 2008年私の方が絶対イケてるもん選手権 | 優木まおみ 田代さやか                                                  | 2008年1月15日 - 22日          |
| 26 | スザンヌ                             | スザンヌ                                                               | 2008年1月22日 - 29日          |
| 27 | 城咲仁                               | ローラ・チャン                                                         | 2008年1月29日 - 2月5日        |

1. ↑  カンニング竹山と福下恵美が代役を務めた。城咲はVTR出演のみ、磯山はスタジオ・VTR出演ともなし
2. 1 2  磯山の代役として出演
3. ↑  サンミュージック設立40周年を記念しての特別放送

## エピソード
- 城咲と磯山の冠番組にもかかわらず、初回は両者ともスタジオ出演せず、城咲のみVTRでメッセージを送った。代役の竹山は2日前にマネージャーから出演が決定したことを聞いたそうで、あまりにも突然だったので1度断ってしまったという（第1回放送より）。